# 1928年アムステルダムオリンピックのオーストリア選手団
1928年アムステルダムオリンピックのオーストリア選手団（1928ねんアムステルダムオリンピックのオーストリアせんしゅだん）は、1928年7月28日から8月12日にかけてオランダのアムステルダムで開催された1928年アムステルダムオリンピックのオーストリア選手団、およびその競技結果。

## メダル
| メダル | 選手名                   | 競技                 | 種目         |
| ------ | ------------------------ | -------------------- | ------------ |
| 金     | Franz Andrysek           | ウエイトリフティング | 男子60kg     |
| 金     | Hans Haas                | ウエイトリフティング | 男子67.5kg   |
| 銅     | Leo Losert Viktor Flessl | ボート               | ダブルスカル |